# Gaetano Daniele
Gaetano Daniele (* 13. Juli 1956 in Neapel) ist ein italienischer Filmproduzent.
Gaetano Daniele lernte am Theater Centro Teatro Spazio in San Giorgio a Cremano den Schauspieler Massimo Troisi kennen. Sie gründeten die Produktionsfirma Esterno Mediterraneo Film und wurden ab Mitte der 1980er Jahre im Filmbereich tätig. Für Troisis letzten Film Der Postmann wurde Daniele mit dem British Academy Film Award ausgezeichnet und für den Oscar nominiert.
Seit 2006 ist er überwiegend als Executive Producer tätig. In dieser Form wirkte er bei Die Liebesfälscher (2010) und The Music of Silence (2017) mit.

## Filmografie (Auswahl)
- 1991: Ma non per sempre
- 1992: Nottataccia
- 1993: Condannato a nozze
- 1994: Der Postmann (Il Postino)
- 2004: Noi (Miniserie, 4 Folgen)